# 4560 Ключевський
4560 Ключевський (4560 Klyuchevskij) — астероїд головного поясу, відкритий 16 грудня 1976 року.
Тіссеранів параметр щодо Юпітера — 3,234.